# 花扇太夫
花扇 太夫（はなおうぎ たゆう、本名：服部佳子（はっとり よしこ）、旧姓：北村（きたむら）、1947年12月21日 -）は島原太夫、京都市出身。実家は木屋町の料理屋「もち料理きた村」である。

## 経歴
幼少のころから日本舞踊を習い始め、3歳で初舞台を踏む。母方の祖母は大阪・南地の『大和屋』の芸妓、七五三香（しめか、本名：高木朋子）で木屋町でお茶屋を経営した。（お茶屋は後に七五三香の養女である母がもち料理屋に転業させた（前述））
華頂短期大学幼児教育科を卒業後、幼稚園教諭、十二単の着付けモデル、さらに宮内庁神楽を習得し王朝舞の舞手。
地歌を師事していた故・山村たかの元に「島原で太夫になる人を探している」という話が舞い込んだ縁で島原の太夫となる。
現在、本職の傍ら、バーを経営し、各地で講演会を開いている。